# Новая Яксарка
Новая Яксарка — село в Шемышейском районе Пензенской области России. Входит в состав Старояксарского сельсовета.

## География
Село находится на юго-востоке центральной части Пензенской области, в пределах северного склона холмистой Хвалынской гряды, в лесостепной зоне, на левом берегу реки Яксарка, при автодороге 58К-59, на расстоянии примерно 10 км (по прямой) к северо-востоку от Шемышейки, административного центра района. Абсолютная высота — 174 м над уровнем моря.

### Климат
Климат характеризуется как умеренно континентальный. Средняя температура воздуха самого тёплого месяца (июля) — 20 °C (абсолютный максимум — 38 °C); самого холодного (января) — −19 °C (абсолютный минимум — −44 °C). Безморозный период длится 126 дней. Период активной вегетации составляет 135—145 дней. Годовое количество атмосферных осадков — 490 мм, из которых большая часть выпадает в тёплый период. Снежный покров держится в течение 149 дней.

### Часовой пояс
Село Новая Яксарка, как и вся Пензенская область, находится в часовой зоне МСК (московское время). Смещение применяемого времени относительно UTC составляет +3:00.

## Население
| 1748  | 1795  | 1859  | 1877 | 1897  | 1911  | 1926  |
| ----- | ----- | ----- | ---- | ----- | ----- | ----- |
| 264   | ↗500  | ↗1252 | ↘656 | ↗1829 | ↗2207 | ↗2707 |
| 1930  | 1939  | 1959  | 1979 | 1989  | 1996  | 2002  |
| ↘2435 | ↘1489 | ↘884  | ↘556 | ↘335  | ↘278  | ↘235  |
| 2010  |       |       |      |       |       |       |
| ↘209  |       |       |      |       |       |       |

### Национальный состав
Согласно результатам переписи 2002 года, в национальной структуре населения мордва составляла 87 %.